# Kaosteori
Kaosteori är ett forskningsområde där kaotiska egenskaper hos system studeras. Kaosforskning kallas även kaologi. Kaosforskningen sträcker sig över flera ämnesområden, till exempel matematik, fysik, ekonomi, meteorologi och ekologi. Kaotiska system är system där små förändringar i begynnelsevillkor (tillstånd vid en godtyckligt vald tidpunkt) ger stora och på sikt oförutsägbara skillnader i förloppet, ett fenomen som kallas fjärilseffekten. Oförutsägbara skillnader kan uppstå även om systemet styrs av deterministiska lagar. Deterministiskt betyder att nästa tillstånd i systemet i princip kan beräknas exakt om alla värden som beskriver systemets tillstånd är kända. Ifråga om kaotiska system leder nödvändiga förenklingar (t.ex. mätfel eller avrundning) i många fall till oacceptabelt stora fel.
Exempel på deterministiskt system:
Om ett system beskrivs av den rekursiva ekvationen {\displaystyle x_{n}=x_{n-1}+2} kan vi bestämma {\displaystyle x_{n}} exakt förutsatt att vi känner till värdet på {\displaystyle x_{k},} där {\displaystyle k<n}. Om vi börjar med {\displaystyle x_{k}=2} blir nästa värde {\displaystyle x_{k+1}=4}, värdet därpå blir 6 och så vidare.
Andra aspekter av kaos som studeras är självorganisation och mönsterbildning, hur system som startar i enkla eller slumpmässiga tillstånd producerar regelbundna eller komplexa beteenden.

## Icke-linjäritet
En förutsättning för att ett system ska kunna bete sig kaotiskt är att det inte är linjärt. Ett exempel på ett icke-linjärt system är positionen av ett föremål fäst vid en fjäder som svänger fram och tillbaka kring ett jämviktsläge med en så kallad enkel harmonisk svängning. Då fjädern blir utdragen eller hoptryckt verkar fjädern med en ”återställande” kraft på föremålet, riktad mot jämviktsläget. Kraften som fjädern påverkar föremålet med är emellertid direkt proportionell mot avståndet till jämviktsläget och kan beskrivas som ett linjärt system::
{\displaystyle \displaystyle F=-kx}
där F är fjäderkraften, k är en konstant och x är föremålets position. Minustecknet kommer sig av att kraften är återställande. Enligt Newtons andra lag gäller att:
{\displaystyle \displaystyle F=ma}
där F står för kraft, m för massa och a för acceleration. Eftersom accelerationen är andraderivatan av positionen med avseende på tiden kan svängningen enligt de två ovanstående ekvationerna beskrivas med differentialekvationen:
{\displaystyle {\frac {d^{2}x}{dt^{2}}}=-{\frac {k}{m}}x}
Lösningen av differentialekvationen ger positionen som funktion av tiden. Om fjäderkraften var beroende av x på ett mer komplicerat sätt, till exempel {\displaystyle F=-bx^{2}}, där b är en konstant, kan svängningen istället beskrivas med differentialekvationen:
{\displaystyle {\frac {d^{2}x}{dt^{2}}}=-{\frac {b}{m}}x^{2}}
Detta är ett exempel på ett icke-linjärt system. Lösningen blir (vid vissa initialtillstånd) en avtagande sinusrörelse, som inte är kaotisk utan predikterbar om initialtillståndet är känt. En mycket liten förändring av initialtillståndet förändrar resultatet mycket litet (exempelvis amplituden). Alla kaotiska system är icke-linjära, men, som detta exempel visar, är alla icke-linjära system inte kaotiska.

Animering som visar att en dubbelpendel visar kaotiskt beteende. Start av pendeln från en något annorlunda utgångstillstånd skulle resultera i en helt annan bana. Den dubbla pendeln är ett av de enklaste dynamiska system som har kaotiska lösningar.

Kombineras två pendlar till en dubbelpendel kan man istället visa att det blir ett kaotiskt system, som är känsligt för små förändringar av initialtillståndet.

## Fjärilseffekten
En viktig föregångare till vad som idag är kaosforskning var den amerikanska matematikern och meteorologen Edward Lorenz. Under 1950- och 1960-talet skapade han en enkel vädermodell bestående av ett ekvationssystem med tolv variabler som beskrev egenskaper såsom temperatur och vindriktning. Han matade in ett antal initialvärden och lät sedan en dator simulera vädrets utveckling. Även om det var en väldigt grov modell av verklighetens komplicerade vädersystem, visade den egenskaper som tycktes påminna mycket om verkligheten. Vädret i modellen tycktes fortgå utan att upprepa sig.
En dag ville Lorenz upprepa en bit av en simulering han låtit göra förut. Men för att spara tid matade han inte in initialvärdena och lät simuleringen starta om från början, utan matade istället in värden från en utskrift från mitt i den tidigare simuleringen och startade sedan programmet. När han senare kom tillbaks till sitt arbetsrum för att kontrollera resultatet upptäckte han något överraskande. Eftersom han hade matat in samma värden som vid den tidigare simuleringen förväntade han sig att den andra simuleringen skulle följa exakt samma mönster, men så var inte fallet. Den andra simuleringen följde den tidigare ett tag men avvek sedan kraftigt och gav helt andra värden. Efter att ha undersökt saken närmare konstaterade Lorenz att orsaken till att den andra simuleringen avvikit, var att de värden han matat in var avrundade. Den lilla avrundning han hade gjort hade till slut gjort ”vädret” i simuleringen helt annorlunda.
Detta fenomen, att små förändringar i initialvärden kan ge upphov till stora och oförutsägbara förändringar, kom sedan att kallas Fjärilseffekten och är ett viktigt grundbegrepp inom kaosforskningen. Namnet kommer från början från titeln till ett tal som Lorenz höll 1972. “Predictability: Does the Flap of a Butterfly's Wings in Brazil set off a Tornado in Texas”. Tanken bakom är att om vädersystemet är ett kaotiskt, kan vindpusten från en fjärilsvinge ge stora förändringar i vädret på sikt.
Lorenz insåg snabbt att Fjärilseffekten betydde att långsiktiga väderprognoser i praktiken är omöjliga. Även med oerhört sofistikerade matematiska modeller över vädersystemet och mycket exakta mätningar går det inte att förutse vädret på lång sikt, eftersom det är omöjligt att uppmäta helt exakta initialvärden i varje punkt på jorden.

## Brus, komplexitet eller kaos?
I ett kaotiskt system kan som tidigare nämnts en liten förändring av initialvärden leda till stora förändringar på sikt. Om detta sker kan systemet efterhand börja bete sig till synes helt slumpmässigt. Om det är ett deterministiskt system är beteendet inte slumpmässigt i egentlig mening, eftersom varje nytt värde kan bestämmas med de ekvationer som beskriver systemet.
Utan att ta hänsyn till kaos finns två klassiska förklaringar till att system beter sig till synes slumpmässigt. Den första är att det finns störningar, till exempel temperaturförändringar eller mekaniska vibrationer, som påverkar systemet på något oförutsägbart sätt. Eftersom dessa utomstående faktorer kan vara slumpmässiga är det inte konstigt att systemet beter sig oförutsägbart. Den andra förklaringen är att de flesta verkliga system, till exempel en djurpopulations tillväxt, är så komplexa, det vill säga har så många inverkade parametrar, att det är omöjligt att tillräckligt exakt uppmäta dem för att kunna förutsäga systemet.
Men det finns enkla system, där alla parametrar kan bestämmas, som utan att påverkas av några störningar ändå blir kaotiska och omöjliga att förutsäga. Det är detta som teorierna om kaos förklarar.

## Exempel på kaotiskt system
Ett exempel på ett kaotiskt system är en magnetisk pendel. På pendeln finns en magnet och under pendeln finns fyra magneter med motsatt pol som alltså attraherar magneten på pendeln. Det visar sig att för de flesta startlägen är det omöjligt att avgöra vid vilken magnet som pendeln kommer att stanna. Systemet verkar vara kaotiskt! Det går att invända att experimentet kanske inte är exakt nog för att ett mönster skall kunna upptäckas (brusförklaringen enligt ovan). Systemet är uppenbarligen känsligt för förändringar av startläget, men kanske går det att förutsäga slutresultatet om startpositionen kan ställas in tillräckligt noga. Det går också att invända att det kanske går att förutsäga var pendeln ska hamna men att systemet är för invecklat för att sambandet ska vara tydligt (komplexitetsargumentet enl. ovan). Detta är dock inte fallet och det finns dessutom exempel på system som är väl definierade av enkla matematiska formler som ändå uppträder kaotiskt. 

## Fasrum och den mystiska attraktorn
Ett fasrum är ett abstrakt rum inom fysik och matematik som kan användas för att visa förändringar i ett dynamiskt system. Varje frihetsgrad eller parameter i det dynamiska systemet representeras av en axel i fasrummet och varje möjligt tillstånd (kombination av parametrar) i systemet representeras av en punkt i fasrummet.
Ett exempel är en svängande pendel med frihetsgraderna hastighet och position. Pendelns rörelse kan representeras i ett tvådimensionellt fasrum med position på x-axeln och hastighet på y-axeln. Om pendeln inte utsätts för någon friktion eller liknande kraft som gör att systemet förlorar energi blir bilden i fasrummet för den svängande pendeln en cirkel. Om pendeln däremot utsätts för till exempel friktion kommer systemet att förlora energi, hastigheten och positionen kommer att närma sig noll och bilden av pendeln i fasrummet blir istället en inåtgående spiral som närmar sig origo i diagrammet.

Lorenzattraktor

I exemplet ovan närmar sig kurvan i diagrammet en punkt i origo. En sådan punkt kallas för attraktor eftersom den ”attraherar” kurvan. Om systemet är periodiskt, som i fallet där pendeln är friktionsfri, blir bilden i fasrummet också periodisk. Denna periodicitet är också en attraktor. 
Efter att Lorenz gjort upptäckten att hans vädermodell uppträdde kaotiskt konstruerade han en enkel modell av konvektion i en vätska som också hade den egenskapen. Med modellen demonstrerade han att även ett enkelt system kan vara kaotiskt. Systemet kan beskrivas med följande tre ekvationer:
{\displaystyle {\frac {dX}{dt}}=p(Y-X)}
{\displaystyle {\frac {dY}{dt}}=-XZ+rX-Y}
{\displaystyle {\frac {dZ}{dt}}=XY-bZ}
När Lorenz plottade systemets beteende i ett tredimensionellt (fas)rum visade det sig att kurvan varken slutade i en punkt eller i en periodisk bana. I stället gick den i ett slags oändligt komplex dubbelspiral som aldrig lämnade området, men inte heller upprepade sig. Detta fenomen kom senare att få namnet mystisk eller säregen attraktor.

## Kopplingen till fraktaler
Med de mystiska attraktorerna följde frågan: hur är det möjligt att en oändligt lång kurva kan rymmas i ett ändligt stort rum utan att skära sig själv? Här finns en koppling till fraktaler även om begreppet inte var uppfunnet än då Lorenz gjorde sin upptäckt 1963. Fraktaler har nämligen just den egenskapen, att konturerna är oändligt långa och aldrig skär sig själva trots att figuren ryms i ett ändligt rum .